# منتخب بوتسوانا تحت 17 سنة لكرة القدم
منتخب بوتسوانا تحت 17 سنة لكرة القدم هو ممثل بوتسوانا الرسمي في المنافسات الدولية في كرة القدم تحت 17 سنة.